# 玫瑰美丽海葵
玫瑰美丽海葵（学名：Calliactis rosea）为链索海葵科美丽海葵属的动物。分布于新西兰以及南海西沙群岛等。